# Hermann Le Marec
Hermann Le Marec est un kayakiste international français en Course en ligne et en kayak-polo.

## Sélections
Sélections en équipe de France espoir :
- Championnats d'Europe 1999 : Médaille d'argent
- Championnats d'Europe 2001 : Médaille d'or 

Sélection en équipe de France A
- Sélectionné en équipe de France A en 2000
- Championnats du Monde 2002 (Essen, GERMANY) : 6e
- Championnats d'Europe 2003 (Kilcock, IRELAND) : 4e
- Championnats du Monde 2004 (Miyoschi, JAPAN) : 4e